# Stenoma miseta
Stenoma miseta es una especie de polilla del género Stenoma, orden Lepidoptera.
Fue descrita científicamente por Walsingham en 1913.

## Distribución
Stenoma miseta habita en el continente de América.